# Idrometallurgia
L'idrometallurgia è uno dei metodi usati in metallurgia per estrarre metalli dai rispettivi minerali. È una tecnica che si basa sulla chimica in soluzione acquosa per ricavare il metallo da minerali, da minerali arricchiti o da materiali riciclati o residui. Altri principali metodi usati in metallurgia sono la pirometallurgia (basata sul calore) e l'elettrometallurgia (che sfrutta un processo elettrochimico).
I processi idrometallurgici in genere prevedono tre fasi principali:
- Lisciviazione, per portare in soluzione il metallo o un suo composto
- Concentrazione e purificazione della soluzione lisciviata
- Recupero del metallo o di un suo composto

## Lisciviazione
La lisciviazione  prevede l'impiego di soluzioni acquose per estrarre il metallo o un suo composto dal materiale solido che lo contiene. La soluzione lisciviante viene regolata in termini di pH, potenziale redox e temperatura in modo da ottimizzare la dissoluzione in fase acquosa del componente metallico desiderato. L'aggiunta di agenti chelanti può servire a estrarre selettivamente un determinato metallo. Tipiche soluzioni liscivianti ed esempi di applicazione sono i seguenti:
- soluzioni di acidi minerali per trattare ossidi metallici
- soluzioni di idrossido di sodio per la purificazione dell'ossido di alluminio (Processo Bayer)
- soluzioni di ammoniaca/solfato d'ammonio o ammoniaca/carbonato d'ammonio per separare rame, nichel e cobalto (Processo Sherritt)
- soluzioni contenenti cianuro per l'estrazione dell'oro

La lisciviazione si può effettuare con varie tecnologie che vanno dalla semplice percolazione della liscivia attraverso la massa del solido frantumato, con o senza agitazione della massa, all'utilizzo di recipienti riscaldati e sotto pressione. Nel trattamento di materiali contenenti solfiti sono impiegati anche microorganismi (ad esempio il Thiobacillus ferrooxidans).

## Concentrazione e purificazione della soluzione
Il liquore ottenuto dalla lisciviazione va successivamente trattato per aumentare la concentrazione degli ioni metallici di interesse, eventualmente rimuovendo altri ioni metallici indesiderati. A questo scopo sono possibili varie tecniche:
- Cristallizzazione o precipitazione per isolare un composto del metallo di interesse dal liquore lisciviato. A tal fine è importante regolare temperatura, pressione e pH della soluzione. Generalmente il metallo desiderato è isolato come solfuro, solfato o idrossido.[2]
- Estrazione con solventi. Si possono usare solventi organici immiscibili con l'acqua per estrarre nella fase organica ioni o complessi metallici. Successivamente il composto di interesse può essere isolato con tecniche di strippaggio e il solvente organico riciclato. L'estrazione con solventi è usata ad esempio nelle separazioni uranio/plutonio, zirconio/afnio, e cobalto/nichel.[1][2][3]
- Scambio ionico. Si possono usare resine e fibre di vario tipo, anche impregnate con agenti chelanti, per isolare cationi o anioni presenti nel liquore lisciviato. Questa tecnologia è molto usata per il riprocessamento dell'uranio e la separazione dei lantanoidi.[1][2][3]
- Osmosi inversa. In questa tecnica si rimuove il solvente acqua dal liquore lisciviato, producendo quindi una soluzione più concentrata del metallo di interesse.[2]

## Recupero del metallo o del suo composto
Per isolare il metallo tramite un suo composto si usano i metodi di cristallizzazione e precipitazione già menzionati in precedenza. Per ottenere il metallo in forma elementare occorre invece operare una riduzione, che si può effettuare per via chimica o elettrochimica:
- Cementazione. Questa è una forma di precipitazione, dove si usa un metallo meno elettronegativo per far precipitare dalla soluzione un metallo più elettronegativo. Ad esempio si usano ferro o zinco metallici per ridurre ioni rame a rame metallico.[2][6]
- Riduzione con gas. Anche un gas opportuno può essere usato come riducente facendolo gorgogliare attraverso la soluzione, in condizioni adatte di pH e pressione. Il gas più usato è l'idrogeno, ma sono utilizzati anche solfuro di idrogeno, diossido di zolfo e monossido di carbonio.[1][2]
- Metodi elettrochimici. La riduzione elettrolitica viene usata per ricavare metalli poco reattivi da soluzioni acquose dei loro ioni; in inglese questo processo è denominato elettrowinning. La raffinazione elettrolitica è invece la tecnica usata per purificare un metallo grezzo tramite dissoluzione/rideposizione del metallo.